# Alberto de Lacerda
Alberto de Lacerda, eigentlich Carlos Alberto Portugal Correia de Lacerda (* 20. September 1928 in Lourenço Marques, heute Maputo, Mosambik; † 27. August 2007 in London) war ein portugiesischer Dichter, Hochschullehrer, Kunstsammler, Kunstkritiker, Exzentriker.
Der abwechselnd in den USA und Großbritannien lebende und wirkende Mann wurde oft als „bedeutendster portugiesischer Dichter in der zweiten Hälfte des Zwanzigsten Jahrhunderts“ bezeichnet. Beschreibungen nennen ihn den „modernen Fernando Pessoa“. Er war weltweit mit bedeutenden Gestalten des Kultur- und Geistesleben befreundet. Seine Bekanntheit ist durch die Übertragung seiner Verse ins Englische vor allem in der anglophonen Welt sehr groß. 

## Leben und Wirken

### Kindheit und Jugend
Lacerda entstammt einer alten Adelsfamilie, deren Vorfahren sogar Könige von Portugal, hohe Kardinäle der Kurie und Generalgouverneure z. B. von Timor, hervorbrachten. Lacerda wurde in Mosambik, das damals eine Kolonie Portugals war, geboren. Sein Vater war hoher Kolonialbeamter. Als Kind und Jugendlicher soll er Bücher gegen die Einsamkeit verschlungen haben, zu Hunderten. Als Dreizehnjähriger hatte er in Mosambik in einem Magazin seine erste Veröffentlichung des Gedichtes „Itinerario“. Ein Aufenthalt in Südafrika soll auf den Jugendlichen nachhaltigen Eindruck hinterlassen haben. Mit achtzehn Jahren verließ er die Kolonie und ging 1946 nach Lissabon, wo er ein Studium der Französischen und Englischen Philologie begann.

### London, Brasilien, USA und wieder London
1951 kam er nach London, wo er als Radiosprecher für die portugiesischsprachige Welle der BBC tätig war. Dort lernte er zahlreiche Persönlichkeiten lernen und wurde ein Teil der Londoner Literaturszene und Avantgarde. Sein erstes Buch, das 1951 erschien, 77 Poemas (77 Poems) wurde durch den britischen Sinologen Arthur Waley 1955 ins Englische übersetzt, erschien beim Verlag Allen & Unwin und machte ihn im gesamten Empire und der englischsprachigen Welt bekannt. Den Job bei der BBC hatte er durch den Erfolg seines Buches erhalten. Zahlreiche britische Kritiker würdigten das Werk und Zeitschriften und Zeitungen wie The Encounter, The Times Literary Supplement und The Listener rezensierten das Werk. Im ganzen Königreich fanden sich Bewunderer, sogar in den USA sprach sich der Ruhm des Dichters herum. Evelyn Waugh, Sir Alec Guinness, William Walton, Bertrand Russell, Benjamin Britten, Stephen Spender, Dylan Thomas, T.S. Eliot, Edith Sitwell, David Hockney, Thom Gunn lernte der junge Mann und Dichter kennen, viele wurden zu Bewunderern und Freunden. Rund sechsundfünfzig Jahre lebte er insgesamt in London, länger als überall anders.
Für rund ein Jahr lebte er in Brasilien (1959 bis 1960), wo er ebenfalls viele Geistesgrößen traf wie Manuel Bandeira, Carlos Drummond de Andrade oder Murilo Mendes. 
Dann folgte der Ruf in die USA. Dort unterrichtete er von 1967 bis 1993 Brasilianische, Französische und Portugiesische Literatur an den Universitäten von Austin (1967 bis 1970), New York (1970 bis 1972) sowie Boston (1970 bis 1993 bis zu seiner Emeritierung). Das Erstaunliche war, dass er zwar ein Studium der Philologie vorweisen konnte, jedoch keine Promotion und keine Habilitation. Dennoch hatte man ihn aufgrund seines enormen Wissens und seiner herausragenden, fast lexikalischen, autodidaktischen Bildung ausnahmsweise angestellt, als Gastprofessor. Nach seinem Gastspiel in den USA, wo er Dichter wie Robert Duncan, Anne Sexton, Rosanna Warren, John Ashbery oder Marianne Moore kennenlernte, kehrte er 1993 nach London zurück, wo er im Arbeiterstadtteil Battersea in einer einfachen Ein-Zimmer-Wohnung lebte, viele seiner Nachbarn wussten nichts von der Prominenz des Dichters.

### Freundschaften und Kurzaufenthalte in der Heimat
Seine eigentliche Heimat Portugal hatte er nach seinem Studium nur noch sporadisch besucht. Ein Problem war die Militärdiktatur, die ihn 1962 kurzzeitig, nach einem Aufenthalt, festnehmen ließ, er kam aber nach einigen Wochen wieder frei. Auch in Portugal konnte er auf einen großen Kreis von Freunden und Bewunderern zählen: Vitorino Nemésio, die Malerinnen Paula Rego und Maria Helena Vieira da Silva sowie deren Ehemann Arpad Szenes, Sophia de Mello Breyner Andresen, Mário Cesariny, David Mourão-Ferreira, Júlio Pomar, Luis Amorim de Sousa, der in Portugal lebende südafrikanische Dichter Roy Campbell und Almada Negreiros. Auch mit Portugals ehemaligen Staatspräsidenten Mario Soares stand er in Kontakt. 
Auch in Frankreich hatte er einen prominenten Fan: Jean Cocteau schwärmte vom exzentrischen Portugiesen sowie René Char. Die einzige Verbindung zum deutschsprachigen Raum bestand zwischen Lacerda und Michael Hamburger, der in Großbritannien im Exil weilte und beide sich dort trafen. Auch der mexikanische Nobelpreisträger und Schriftsteller Octavio Paz wurde ein Freund von Lacerda, beide trafen sich häufiger. Jorge Guillén traf er auch. 

### Tod
Am 27. August 2007 fand ein Freund von Lacerda, der Kritiker John McEwan, den Dichter bewusstlos in seiner Wohnung vor. Er lebte noch, aber röchelte schon und verstarb wenige Stunden später in einem Krankenhaus. Lacerda hatte einen Herzinfarkt erlitten. Beigesetzt wurde er auf einem Friedhof im Londoner Stadtteil Chelsea. Als sein Tod in Portugal verkündet wurde, wurden zahlreiche Radio- und Fernsehsendungen unterbrochen. Bei der Beisetzung nahmen Menschen und Künstler aus aller Welt teil, viele reisten extra aus Brasilien oder den USA an. Bei seinem Tod meldete sich auch Mario Soares zu Wort. Lacerda wurde 79 Jahre alt. 

## Der Lyriker Lacerda
Lacerda hat im Zeitraum von 1951 bis 2001 – also in rund 50 Jahren – gerade mal zwölf Gedichtbände veröffentlicht. Dafür wartet noch ein riesiges, unediertes Werk auf die Veröffentlichung, vor allem Gedichte, die einige Monate vor seinem Tode entstanden waren. Man schätzt bisher deren Anzahl auf gut eintausend Stück. In seiner Lyrik verarbeitete er Themen wie Malerei, Musik, Tanz, Theater, Kino, aber auch den Alltag. Sein zwischen 1961 und 1962 entstandenes und 1984 im Lyrikband Oferenda erschienenes Gedicht „A Língua Portuguesa“ (Die portugiesische Sprache) wird heute noch an Schulen in Portugal gelesen. Als Kunstkritiker schrieb er für Zeitungen wie Diario de Lisboa oder Diario de Noticias sowie für britische Zeitungen wie The Encounterer oder The Listener. 
Er schrieb für diverse bekannte Magazine Portugals, so für Cadernos de Poesia, Cadernos de Meio-Dia, Unicorno, Coloquio Letras. Außerdem war er Mitbegründer und stellvertretender Chefredakteur (1950 bis 1954) der Zeitschrift Tavola Redonda. 
Während einer achttägigen Reise nach Venedig schrieb er ein Buch, das rund 147 Sonette umfasste und seine sonstige Lyrik, die sonst in Freien Versen erfolgte, durchbrach. 
Auch erschienen viele biographische Gedichte, so über Wolfgang Amadeus Mozart, Pablo Picasso, Martha Graham, Margot Fonteyn, Igor Strawinski, The Beatles, Jean-Luc Godard. Aber ebenso über das Paradies, Stierkampf und Wein.

## Der Exzentriker
Neben der Tatsache, dass Lacerda homosexuell war, gab es einiges, was ihm zum Exzentriker machte. So ließ er niemanden, nicht mal die engsten Freunde, in seine Wohnung. Diese war – wie man seit seinem Tod weiß – vollgestopft mit rund tausend Gemälden großer, zeitgenössischer Maler, hunderten Büchern, Photographien, Briefen, Schallplatten, Handschriften und Autographen von Marcel Proust, Federico García Lorca, Stéphane Mallarmé, Pessoa und Walt Whitman, die er sammelte. Im Alter brach er den Kontakt zu fast allen Freunden ab, beantwortete keine Briefe mehr und lebte in einer zugemüllten und fast unzugänglichen Wohnung im Arbeiterstadtteil Battersea. Lange hatte er auch keine Gedichte mehr geschrieben, die letzten entstammten einige Monate vor seinem Tod. Den Umzug in eine neuere, geräumigere Wohnung verweigerte er sich. Zeitlebens litt er unter Einsamkeit, trotz des immens großen Freundeskreises. Eine Beziehung zu einem Mann hatte er zeitlebens trotz seines recht offenen Umganges mit seiner Homosexualität nicht gehabt. 
Er war der Ansicht, ein Dichter müsse immer übergreifend auch mit anderen Kunstgattungen interagieren können, da man voneinander lerne. Er hielt nicht viel von der Literaturindustrie und dem eigentlichen Verlagswesen. Er war der Meinung, die dilettantische Literatur sei wahr und echt. Sie zeige die reale Welt und zwinge niemanden, bestimmte Bücher lesen oder kaufen zu müssen, um etwa auf dem neuesten Stand zu sein. Lacerda vertrat oftmals unpopuläre Meinungen, die er auch unverblümt heraussagte und keinerlei Scheu oder Angst zeigte, zumal, wenn ihm von Unrecht zu Ohren kam. Stille spielte in seinem Werk eine herausragende Rolle. Die Affinität zur Malerei und Stummfilm und zur Poesie ließen auf einen Menschen schließen, der sich nichts aus dem Lärm der Zivilisation machte. 
Trotz des riesigen Anteils an Kunstwerken, die sich in seiner Wohnung befanden, konnte das Vermögen im Alltag nicht helfen: Er lebte am Rande der Armut und hatte kaum Geld. Nach Besichtigung der Wohnung nach seinem Tod kamen Millionenwerte zu Tage. 
Freundschaft und Geist waren ihm die wichtigsten Dinge im Leben, wie er dem Dichter Amorim de Sousa einmal verriet. Sein Leben umfasste eine gewisse, nicht greifbare Melancholie.

## Nachwirkung
Bisher sind weder in Portugal noch in Brasilien, den USA oder Großbritannien Schulen oder Straßen nach ihm benannt worden. Es ist aber anzunehmen, dass dies in den nächsten Jahren nachgeholt wird. In Deutschland ist Lacerda, anders als der von ihm sehr geschätzte Landsmann Fernando Pessoa, gänzlich unbekannt. Die Bemühungen, ein Museum für die Kunstwerke des Kunstsammlers Lacerda zu errichten, sind bisher gescheitert. Eine Ausstellung in New York erinnert im Poesie-Haus an ihn. Ein ehemaliger Student hat eine Gedenkseite im Internet für seinen Professor Lacerda und den Menschen und Dichter errichtet. Man vermutet, dass in den nächsten Jahren der epochale Nachlass geordnet und gesichtet werden wird und dass die Lacerda-Rezeption dann erst richtig beginnen wird. 
Eine Biographie erschien 2010, herausgegeben von der Fundação Gulbenkian, unter dem Titel The sea that lies beyond my rocks - Alberto Lacerda in London and the U.S. im Verlag Assiro e Alvim. 

## Werke (Auswahl)
- Palacio, 1961, Lyrik.
- Exilio, Lyrik, 1963, Lyrik.
- Tauromagia, 1981, Lyrik.
- Oferenda, 1984, Lyrik.
- Elegias de Londres, 1987, Lyrik.
- Meio-Dia 1988, Lyrik.
- Sonetos, 1991, Lyrik.
- Mecanica Celeste, 1994, Lyrik.
- Atrio, 1997, Lyrik.
- Horizonte, 2001, Lyrik.